# Bliesbruck
Bliesbruck là một xã trong vùng Grand Est, thuộc tỉnh Moselle, quận Sarreguemines, tổng Sarreguemines-Campagne. Tọa độ địa lý của xã là 49° 06' vĩ độ bắc, 07° 10' kinh độ đông. Bliesbruck nằm trên độ cao trung bình là 202 mét trên mực nước biển, có điểm thấp nhất là 200 mét và điểm cao nhất là 362 mét. Xã có diện tích 10,88 km², dân số vào thời điểm 1999 là 985 người; mật độ dân số là 90 người/km².

## Thông tin nhân khẩu
| 1962 | 1968 | 1975 | 1982 | 1990 | 1999 |
| ---- | ---- | ---- | ---- | ---- | ---- |
| 903  | 918  | 867  | 965  | 915  | 985  |